# Бони, Карла
Карла Бони урождённая Карла Гайано (итал. Carla Boni; 17 июля 1925, Феррара — 17 октября 2009, Рим) — итальянская певица

.

## Биография
С 1935 года пела в детской вокальной группе «Compagnia ferrarese di attori-bambini».
С 1951 года — солистка радиокомпании RAI.

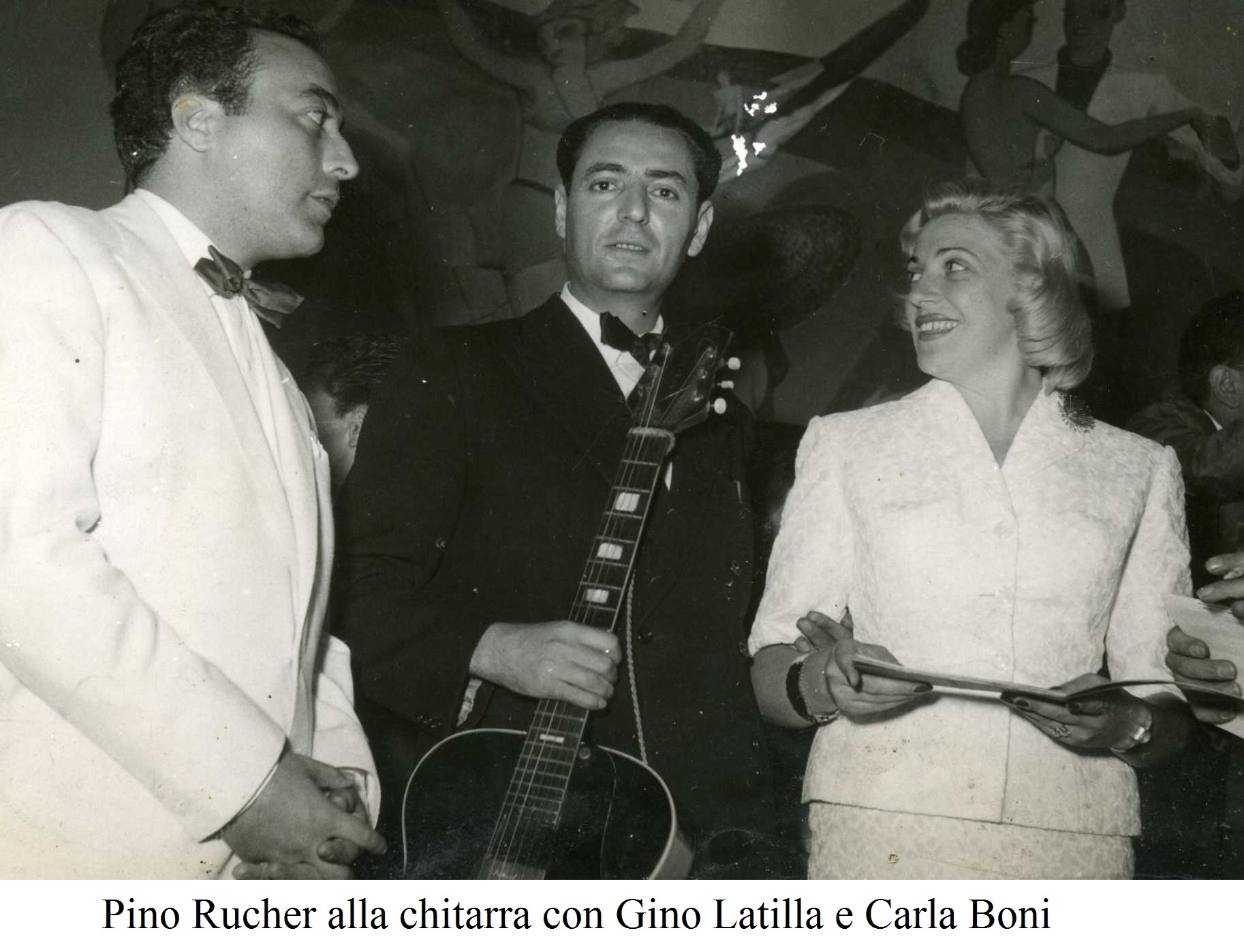
К. Бони с мужем Джино Латилла (крайний слева) и Пино Рачером

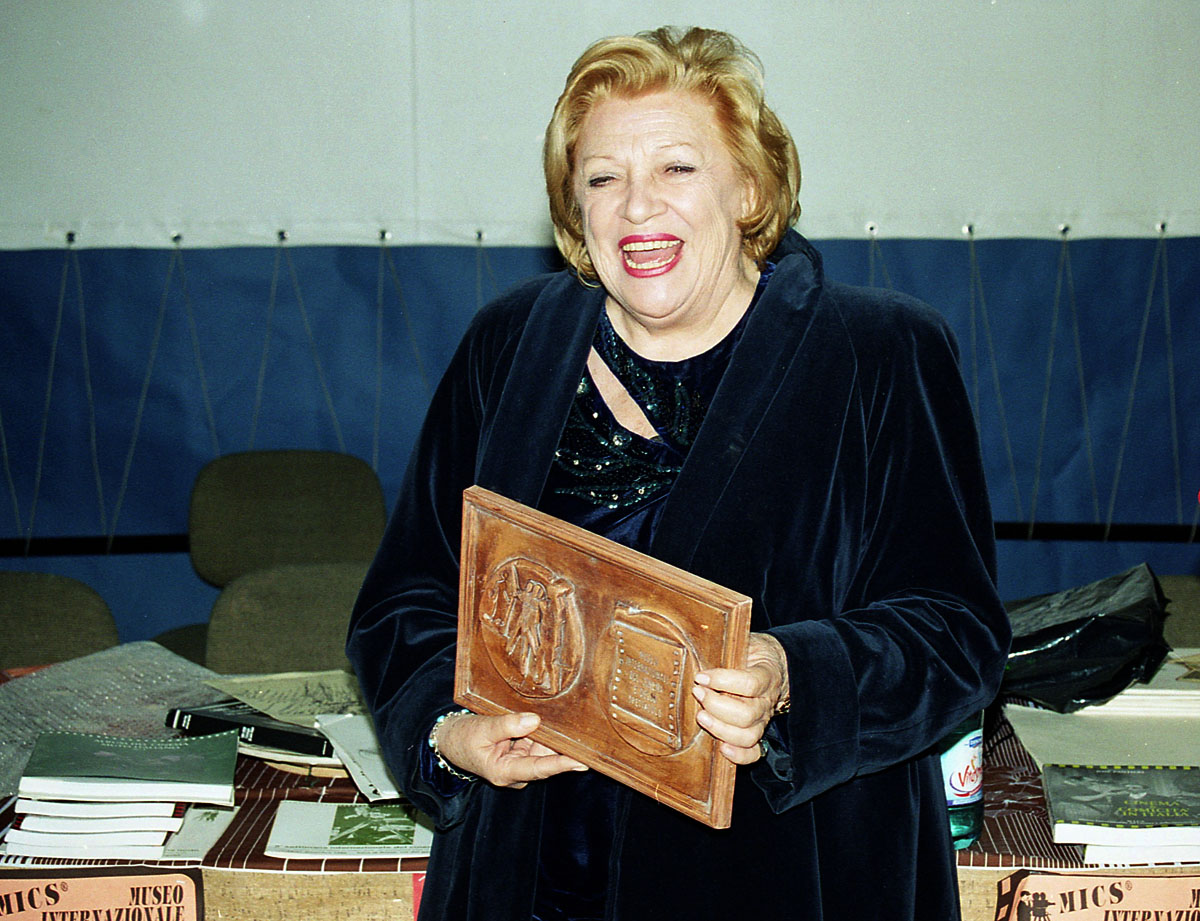
К. Бони после вручения премии Международного музея кино и развлечений. 2000 г.

В 1953 году успешно выступила на фестивале в Сан-Ремо в дуете с Фло Сандон'с (итал. Flo Sandon's) с песней «Осенний бульвар» («Viale d’Autunno»).
В 1955 году К. Бони выиграла главную премию на Фестиваль неаполитанской песни в Неаполе с песней «E stelle 'e Napule», которую она пела со своим мужем Джино Латилла и Марией Парис. В том же выиграла Венецианский международный песенный фестиваль.
В 1956 году выпустила новую версию песни «Mambo Italiano», ставшую самым большим хитом певицы. В 1957 году К. Бони стала лауреаткой на фестивале в Сан-Ремо с песней «Casetta in Canadà». С успехом интерпретировала одну из известнейших песен XX века «Bésame mucho».
С 1953 по 1961 год 5 раз участвовала в фестивале в Сан-Ремо, с 1952 по 1962 год столько же в Фестивале неаполитанской песни.
В 1980 году вместе мужем создала вокальную группу, в которую входили также Нилла Пицци и Джорджио Консолини.
22 ноября 2000 года была награждена премией Международного музея кино и развлечений.
В 2009 несмотря на болезнь она сняла клип на песню «Portami in India».
Карла Бони умерла в Риме после продолжительной болезни. Похоронена на Римском кладбище Фламинио.